# Placentela translucida
Placentela translucida är en sjöpungsart som beskrevs av Kott 1969. Placentela translucida ingår i släktet Placentela och familjen klumpsjöpungar.
Artens utbredningsområde är Södra Ishavet. Inga underarter finns listade i Catalogue of Life.